# 노먼 핑컬스틴

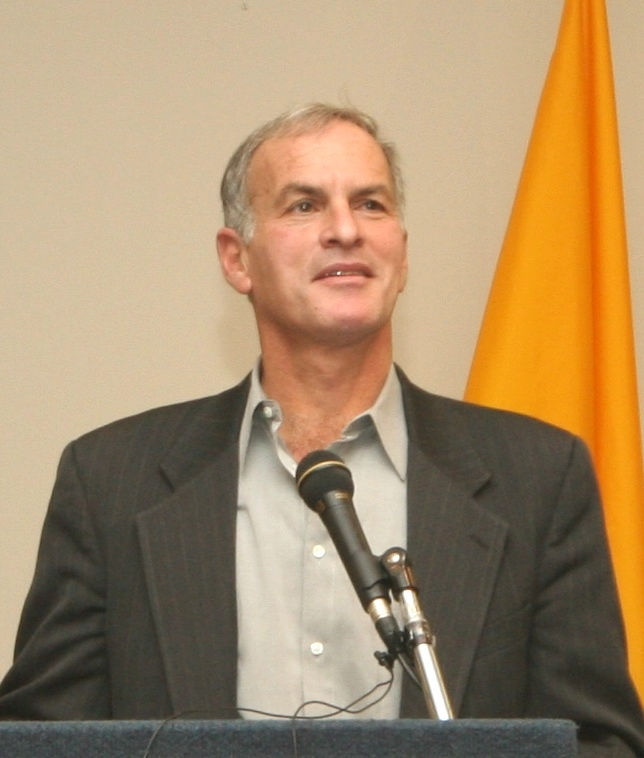
노르만 핑컬스틴

노먼 핑컬스틴(영어: Norman Finkelstein, 1953년 12월 8일 ~ )은 미국의 정치학자이다. 보편적인 인권의 대변자이고, 따라서 미국과 이스라엘의 인권침해를 강하게 비판하고 있다. <홀로코스트 산업>을 비롯한 4권의 저서가 있다. <홀로코스트 산업>에서 홀로코스트 희생자들에 대한 보상금의 대부분이 어떻게 다른 목적으로 쓰이고 있는지를 묘사했다.
시오니즘에 대한 이론으로 프린스턴에서 박사학위를 받았다. 조앤 피터스(Joan Peters)가 친이스라엘적으로 이스라엘의 역사를 서술한 책 <From Time Immemorial>을 비판하며 처음으로 대중의 주목을 받았다.
핑컬스틴은 이스라엘의 팔레스타인 정책을 게슈타포의 방법과 비교하며 비판하고, 팔레스타인인의 비폭력 저항을 지지하고 있다. 이를 유대계 단체들은 반유대주의라고 비난하고 있지만, 홀로코스트 생존자를 부모로 둔 핑컬스틴은 이런 비난은 어불성설로 여기고 있다.